# Ophrys scolopax cornuta
L'ofride cornuta (Ophrys scolopax subsp. cornuta (Steven) E.G.Camus, 1908) è una pianta erbacea appartenente alla famiglia delle Orchidacee.

## Etimologia
L'epiteto sottospecifico (cornuta) si riferisce alla forma “cornuta” dei due lobi laterali del labello.
La denominazione scientifica è stata proposta inizialmente nel 1809 dal botanico e entomologo russo-finlandese (di origine svizzera) Christian von Steven (1781-1863) con il nome di Ophrys cornuta; modificata poi in quella attualmente accettata di Ophrys scolopax subsp. cornuta proposta dal botanico Edmond Gustav Camus (1852-1915) in una pubblicazione del 1908.

## Descrizione

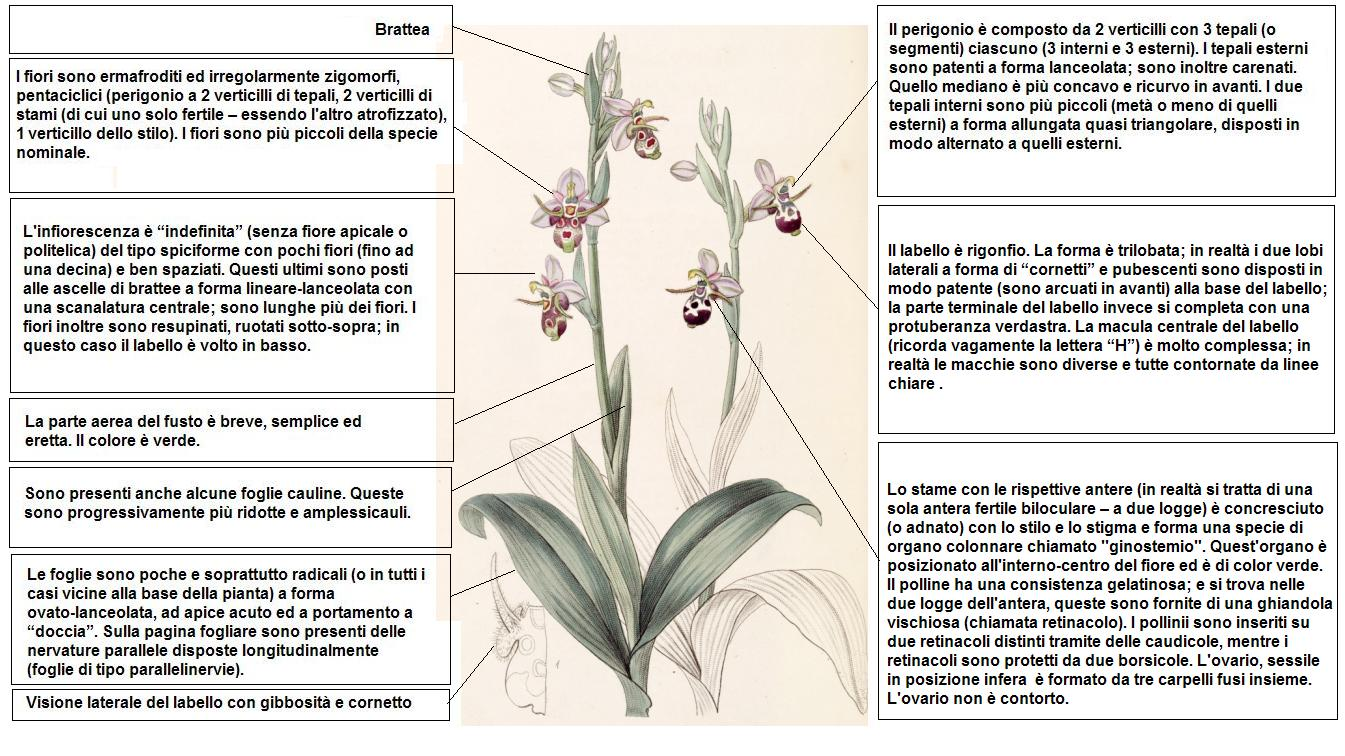
Descrizione delle parti della pianta

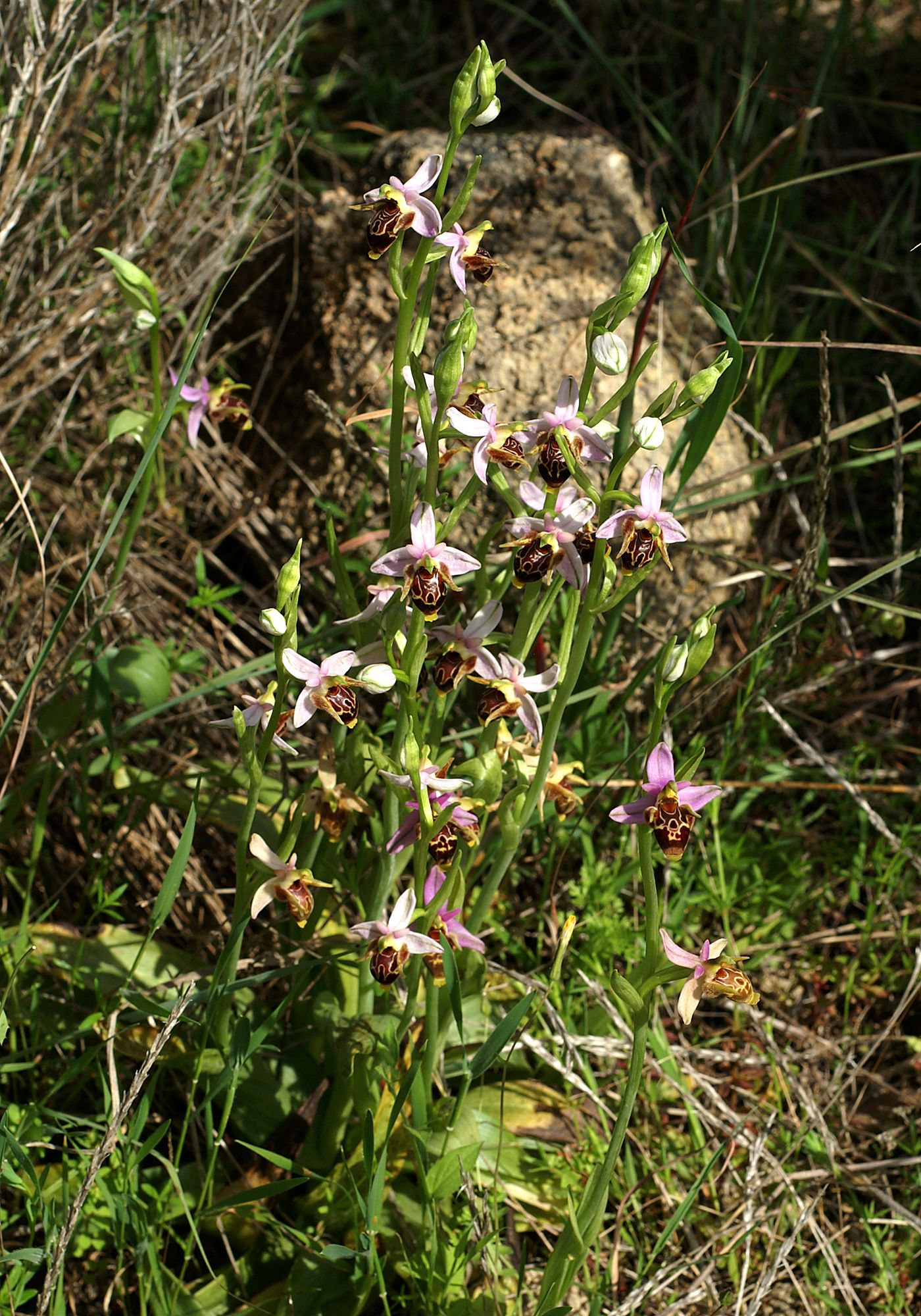
Il portamento

È una pianta erbacea alta 15 – 30 cm (massimo 40 cm). La forma biologica è geofita bulbosa (G bulb), ossia è una pianta perenne che porta le gemme in posizione sotterranea. Durante la stagione avversa non presenta organi aerei e le gemme si trovano in organi sotterranei chiamati bulbi o tuberi, strutture di riserva che annualmente producono nuovi fusti, foglie e fiori. È un'orchidea terrestre in quanto contrariamente ad altre specie, non è “epifita”, ossia non vive a spese di altri vegetali di maggiori proporzioni.

### Radici
Le radici sono fascicolate e secondarie da bulbo e consistono in sottili fibre radicali posizionate nella parte superiore dei bulbi.

### Fusto
- Parte ipogea: la parte sotterranea del fusto è composta da due tuberi bulbosi a forma ovoidale; il primo svolge delle importanti funzioni di alimentazione, mentre il secondo raccoglie materiali nutritizi di riserva per lo sviluppo della pianta che si formerà nell'anno venturo.
- Parte epigea: la parte aerea del fusto è breve, semplice ed eretta. Il colore è verde.

### Foglie
Le foglie sono poche e soprattutto radicali (o in tutti i casi vicine alla base della pianta) a forma ovato-lanceolata, ad apice acuto ed a portamento a “doccia”. Sulla pagina fogliare sono presenti delle nervature parallele disposte longitudinalmente (foglie di tipo parallelinervie). Possono essere presenti anche alcune foglie cauline. Queste sono progressivamente più ridotte e amplessicauli.

### Infiorescenza

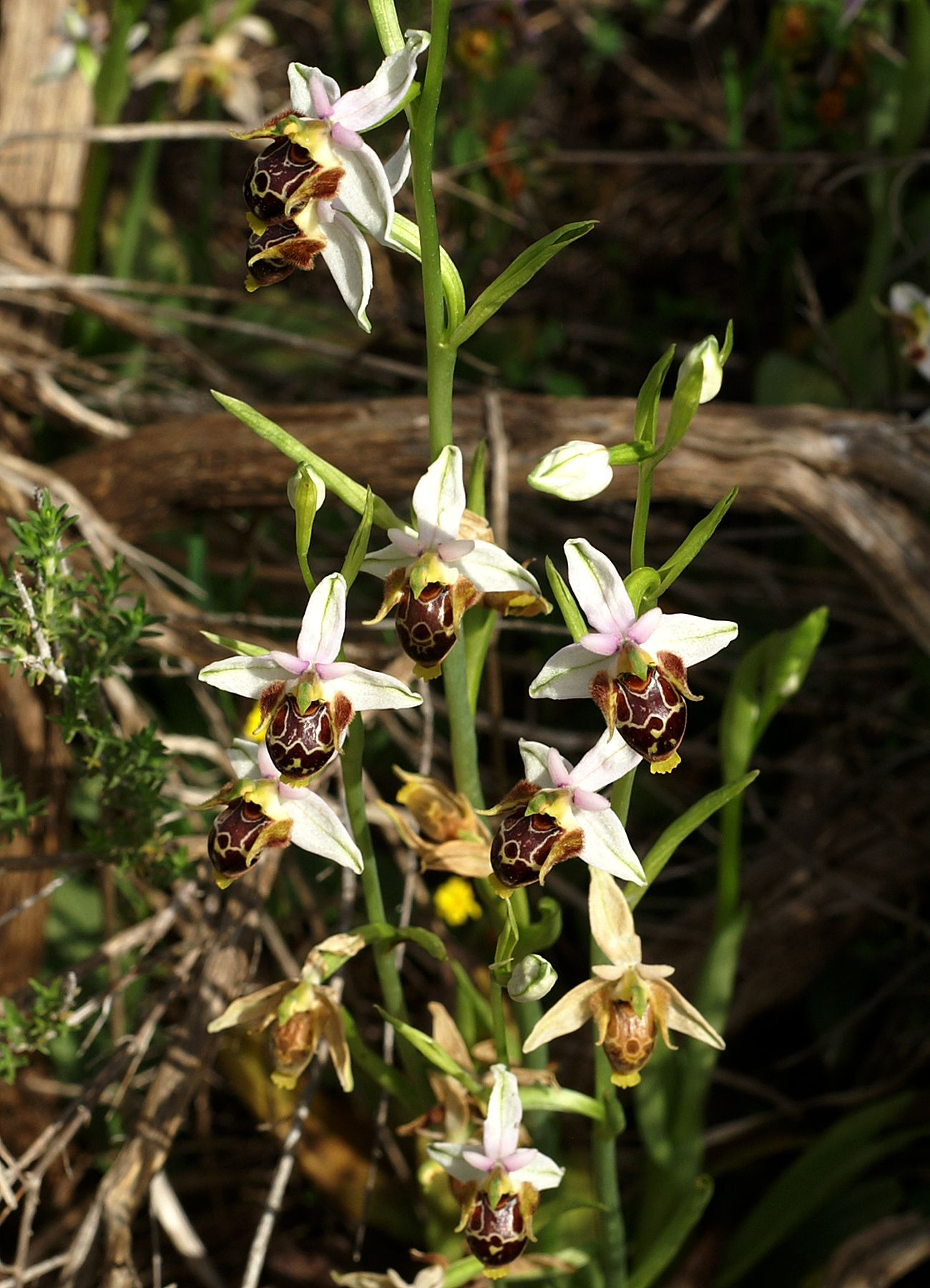
Infiorescenza

L'infiorescenza è “indefinita” (senza fiore apicale o politelica) del tipo spiciforme con pochi fiori (fino ad una decina) e ben spaziati. Questi ultimi sono posti alle ascelle di brattee a forma lineare-lanceolata con una scanalatura centrale; sono lunghe più dei fiori. I fiori inoltre sono resupinati, ruotati sottosopra; in questo caso il labello è volto in basso.

### Fiore

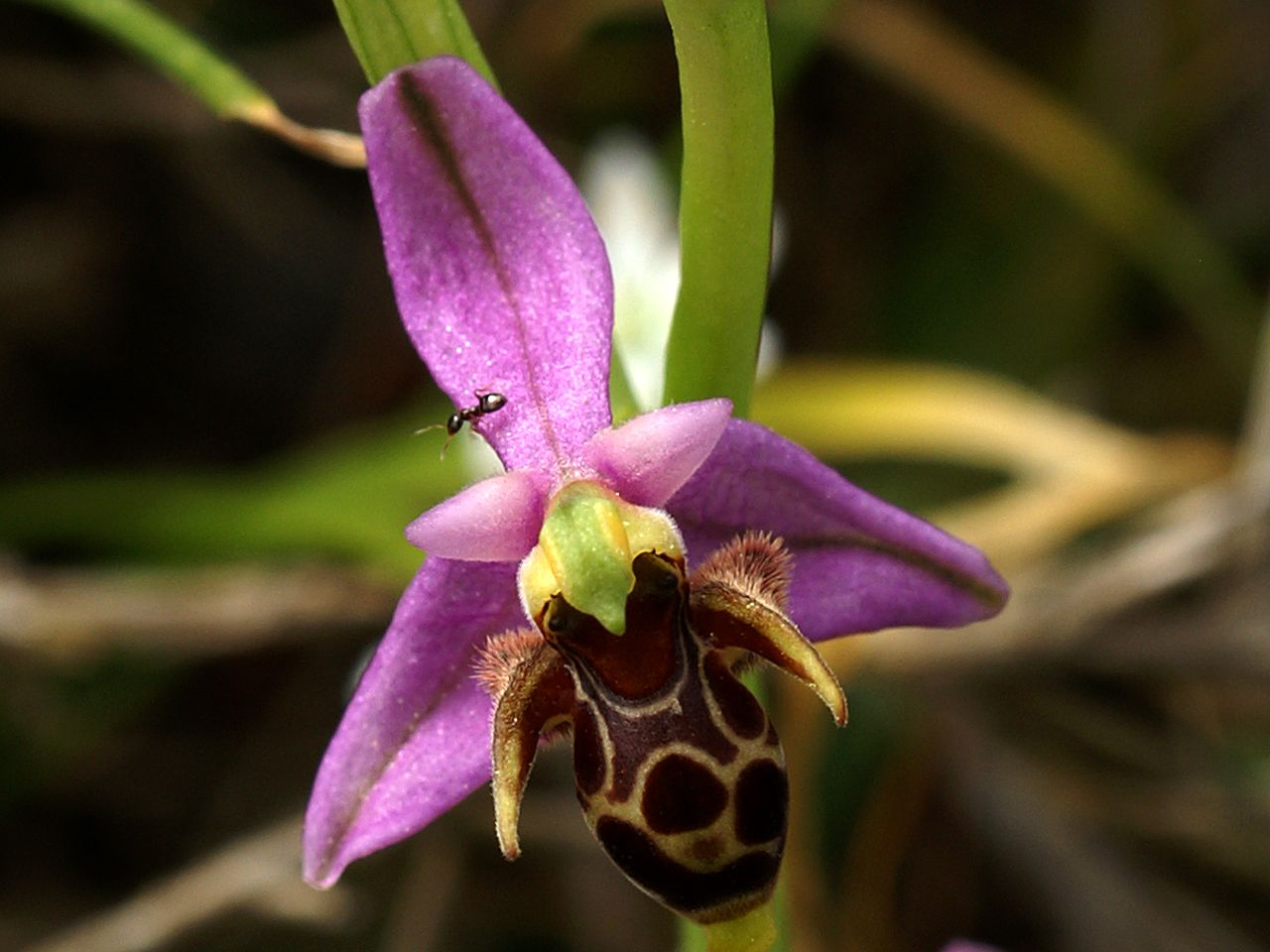
Il fiore

I fiori sono ermafroditi ed irregolarmente zigomorfi, pentaciclici (perigonio a 2 verticilli di tepali, 2 verticilli di stami (di cui uno solo fertile – essendo l'altro atrofizzato), 1 verticillo dello stilo). I fiori sono più piccoli della specie nominale.
- Formula fiorale: per queste piante viene indicata la seguente formula fiorale:

X, P 3+3, [A 1, G (3)], infero, capsula

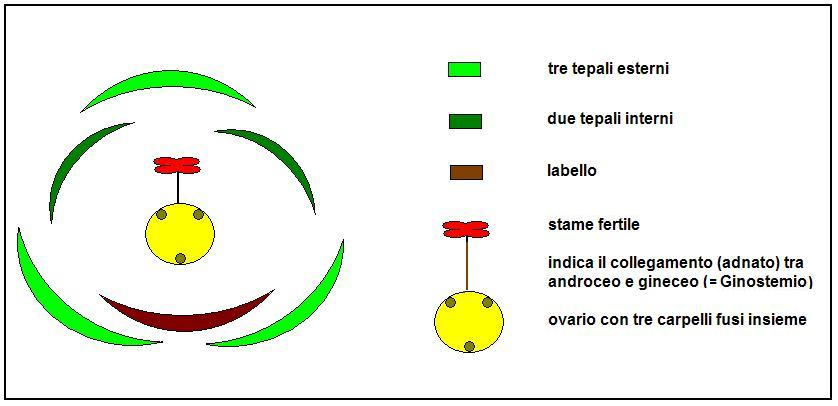
Diagramma fiorale

- Perigonio: il perigonio è composto da 2 verticilli con 3 tepali (o segmenti) ciascuno (3 interni e 3 esterni). I tepali esterni sono patenti a forma lanceolata; sono inoltre carenati. Quello mediano è più concavo e ricurvo in avanti. I due tepali interni (il terzo, quello centrale, chiamato labello, è molto diverso da tutti gli altri) sono più piccoli (metà o meno di quelli esterni) a forma allungata quasi triangolare, disposti in modo alternato a quelli esterni. Colore dei tepali esterni: rosa-porporino. Colore dei tepali interni: più chiaro
- Labello: il labello (la parte più vistosa del fiore) è rigonfio (ma ristretto verso l'apice – visto dorsalmente) e pubescente. La forma è trilobata; in realtà i due lobi laterali a forma di “cornetti” e pubescenti sono disposti in modo patente (sono arcuati in avanti) alla base del labello stesso e non nella parte terminale come in altre specie; quest'ultima (la parte terminale) invece si completa con una protuberanza verdastra. La macula centrale del labello (ricorda vagamente la lettera “H”) è molto complessa; in realtà le macchie sono diverse e tutte contornate da linee chiare . In questa specie non è presente lo sperone, sono presenti invece delle lievi gibbosità basali in corrispondenza dei due lobi laterali.  Colore centrale del labello: bruno con macchie più chiara al centro contornata da linee verdi o gialle. Dimensione del labello: 8 – 11 mm. Lunghezza dei cornetti: 10 mm.
- Ginostemio:  lo stame con le rispettive antere (in realtà si tratta di una sola antera fertile biloculare – a due logge) è concresciuto (o adnato) con lo stilo e lo stigma e forma una specie di organo colonnare chiamato "ginostemio"[5]. Quest'organo è posizionato all'interno-centro del fiore ed è di color verde. Il polline ha una consistenza gelatinosa; e si trova nelle due logge dell'antera, queste sono fornite di una ghiandola vischiosa (chiamata retinacolo). I pollinii sono inseriti su due retinacoli distinti tramite delle caudicole, mentre i retinacoli sono protetti da due borsicole[6]. L'ovario, sessile in posizione infera  è formato da tre carpelli fusi insieme[2]. L'ovario non è contorto.
- Fioritura: fine Primavera.

### Frutti
Il frutto è una capsula.  Al suo interno sono contenuti numerosi minutissimi semi piatti. Questi semi sono privi di endosperma e gli embrioni contenuti in essi sono poco differenziati in quanto formati da poche cellule. Queste piante vivono in stretta simbiosi con micorrize endotrofiche, questo significa che i semi possono svilupparsi solamente dopo essere infettati dalle spore di funghi micorrizici (infestazione di ife fungine). Questo meccanismo è necessario in quanto i semi da soli hanno poche sostanze di riserva per una germinazione in proprio.

## Biologia
La riproduzione di questa pianta può avvenire in due modi: 
- per via sessuata grazie all'impollinazione degli insetti pronubi; come per altre specie di Ophrys anche in questa l'impollinazione avviene tramite un ben definito maschio di imenottero del genere Andrena[8] che riconosce (o crede di riconoscere) nella figura disegnata sul labello una propria femmina e quindi tenta una copulazione col solo risultato di trasferire il polline da un individuo floreale all'altro. Anche il profumo (non sempre gradevole per noi umani) emesso dall'orchidea imita i ferormoni dell'insetto femmina per incitare ulteriormente l'insetto maschio all'accoppiamento.
Questo fiore è privo di nettare per cui a impollinazione avvenuta l'insetto non ottiene nessuna ricompensa; questa specie può quindi essere classificata tra i “fiori ingannevoli”[9].
- per via vegetativa in quanto uno dei due bulbi possiede la funzione vegetativa per cui può emettere gemme avventizie capaci di generare nuovi individui (l'altro bulbo generalmente è di riserva).

## Distribuzione e habitat
- Geoelemento: il tipo corologico (area di origine) è Sud Est Europeo.
- Diffusione: è una entità con areale centrato nel mediterraneo sud-orientale (penisola balcanica e Anatolia); la sua presenza in Italia è limitata alla Liguria (un'unica stazione nota) e al Gargano[10].
- Habitat: l'habitat di questa orchidea sono i prati aridi e le garighe.
- Diffusione altitudinale: sui rilievi queste piante si possono trovare fino a 400 metri sul livello del mare.

## Tassonomia

### Sinonimi
Questa entità ha avuto nel tempo diverse nomenclature:
- Ophrys cornuta Steven (1809) (basionimo)
- Ophrys bicornis var. cornuta (Steven) Nyman (1882)
- Ophrys bicornis ubsp. cornuta (Steven) K.Richt. (1890)
- Ophrys bicornis var. cornuta (Steven) Fiori & Paol. in A.Fiori & al. (1898)
- Ophrys bicornis subsp. cornuta (Steven) H.Sund. (1975)
- Ophrys bicornis subsp. cornuta (Steven) H.Sund. (1980)

## Conservazione
Come tutte le orchidee è una specie protetta e quindi ne è vietata la raccolta e il commercio ai sensi della Convenzione sul commercio internazionale delle specie minacciate di estinzione (CITES).